# Roneeka Hodges
Roneeka Hodges (* 19. Juli 1982 in New Orleans, Louisiana, Vereinigte Staaten) ist eine professionelle Basketball-Spielerin. 2012 spielte sie für die Tulsa Shock in der Women’s National Basketball Association.

## Karriere

### College
Bevor Roneeka Hodges in die WNBA wechselte, spielte sie als Guard für das Damen-Basketballteam der Florida State University.

### WNBA
Roneeka Hodges wurde im WNBA Draft 2005 von den Houston Comets in der zweiten Runde und an der insgesamt 15. Stelle ausgewählt. In der Saison 2005 bekam sie noch relativ wenig Spielzeit und stand auch nie in der Startformation der Comets. In der Saison 2006 verdreifachte sich beinahe ihre Spielzeit. Sie stand durchschnittlich 21,2 Minuten pro Spiel auf dem Feld. In dieser Zeit erzielte sie 7,5 Punkte, 2 Rebounds und 1 Assist pro Spiel. Trotz dieser guten Leistungen sank ihre Spielzeit in der Saison 2007 auf 11,4 Minuten pro Spiel, was sich natürlich auch negativ auf ihre restlichen Werte in dieser Saison auswirkte.
Am 6. Februar 2008 wurde Hodges von den Atlanta Dream im Expansion Draft ausgewählt. Kurz darauf wurde sie samt einem Erstrunden-Pick zu den Seattle Storm für einen Erstrunden-Pick und Iziane Castro Marques transferiert. Als die Storm ihren Kader auf 14 Spielerinnen reduzierten musste Hodgers das Team verlassen. Da sie dadurch wieder als Free Agent gehandelt wurde, nahmen die Houston Comets Hodges wieder unter Vertrag.

## Trivia
Ronneka Hodges Zwillingsschwester Doneeka Hodges spielte von 2004 bis 2007 ebenfalls in der WNBA.